# SEP
| SEP Specielle Efterretningspatruljer                 |
| ---------------------------------------------------- |
| Motto: Exploratio e auscultario "spejden ved lytten" |

SEP eller Specielle Efterretningspatruljer var to enheder til rådighed for hæren, bestående af personel fra Hjemmeværnet. SEP opstod sidst i 1950'erne som en fjernopklaringsenheder bestående af små patruljer, der kunne observere og melde om fjendtlige militære operationer i området, hvis hele eller dele af Danmark skulle blive besat af WAPA. 

## Grundopgaver
SEP-patruljerne skulle operere som efterladte patruljer – deraf begrebet "stay-behind" – som forblev skjulte i et område, som blev angrebet af fjendtlige militære styrker, og skulle så begynde at melde om de militære aktiviteter i området når kamphandlingerne var stilnet af. Derved kunne forsvaret få informationer om, hvad fjenden forberedte af militære operationer og om hvilke militære formationer, der var på vej mod de danske soldater ved fronten.

## Uddannelse
Med udgangspunkt i SEPs opgaver modsvarede personellet uddannelse og træning på meget højt plan. Der var optagelsesprøve til enheden. I 1980 havde SEP/ELK optagelsesprøve af en weekends varighed. SEP/VLK kørte både optagelsesprøve og patrulje kursus, der begge skulle bestås, og som tilsammen bestod af 10 dages varighed. Kravene til aspiranten blev øget yderligere gennem årene. SEP/HOK gennemførte frem til nedlægningen patrulje kursus fordelt over 22 aftener samt 5 weekend øvelser. Fagene var orientering, feltkundskab, patruljetjeneste, pionertjeneste og befalingsvirksomhed. Kravene til aspiranten var, at en lang række forudgående kurser samt en fysisk kontrolprøve skulle bestås. Herefter fulgte først den egentlige aspirantuddannelse, med sigte på at indfri og fastholde det nødvendige fysiske og faglige høje niveau for at kunne træde ind i enheden. Uddannelsen i signaltjeneste skulle bestås, ellers afgik aspiranten fra enheden. Årligt skulle der aflægges test, som skulle sikre at det fysiske og faglige meget høje niveau blev opretholdt. Den videre uddannelse inden for SEP bestod af øvelser med danske såvel udenlandske styrker. Yderligere videreuddannelse bestod af patruljesanitetstjeneste ( avanceret sanitetstjeneste f.eks. at sy ), mulighed for Faldskærms grunduddannelse ved Jægerkorpset (fra 1972), Frømandskorpset´s kampsvømmer kursus (fra 1992) samt kursus og øvelser ved udenlandske enheder.

## Opstart og ende
Forsvarskommandoen vurderede enhedens koncept og anvendelighed, enheden formeres formelt den 9. april 1959 som Specielle Efterretningspatruljer, i henhold til FKO-direktiv af samme dato.
Specielle Efterretningspatruljer blev nedlagt ved udgangen af 1994. 1/1-1995 blev Patruljekompagniet ved Østre Landkommando oprettet som korpsets fjernopklaringskompagni (LRRP). Patruljekompagniet var fortsat opstillet af hjemmeværnet til rådighed for hæren, og hjemmeværnets kapacitet til at udsende fjernopklarings- og efterretningspatruljer var dermed sikret. Med nedlæggelsen af Østre Landkommando blev Patruljekompagniet overført som dispositionsenhed for Hærens Operative Kommando (HOK). 1/1-2007 skiftede denne enhed navn fra HOK Patruljekompagniet til Hjemmeværnets Særlig Støtte og Rekognosceringskompagni (SSR). 9. april 2009 markeredes 50 året for oprettelsen af SEP, blandt andet med en hilsen fra Forsvarschefen.